# Studiolo de Isabel de Este

Andrea Mantegna, Parnaso

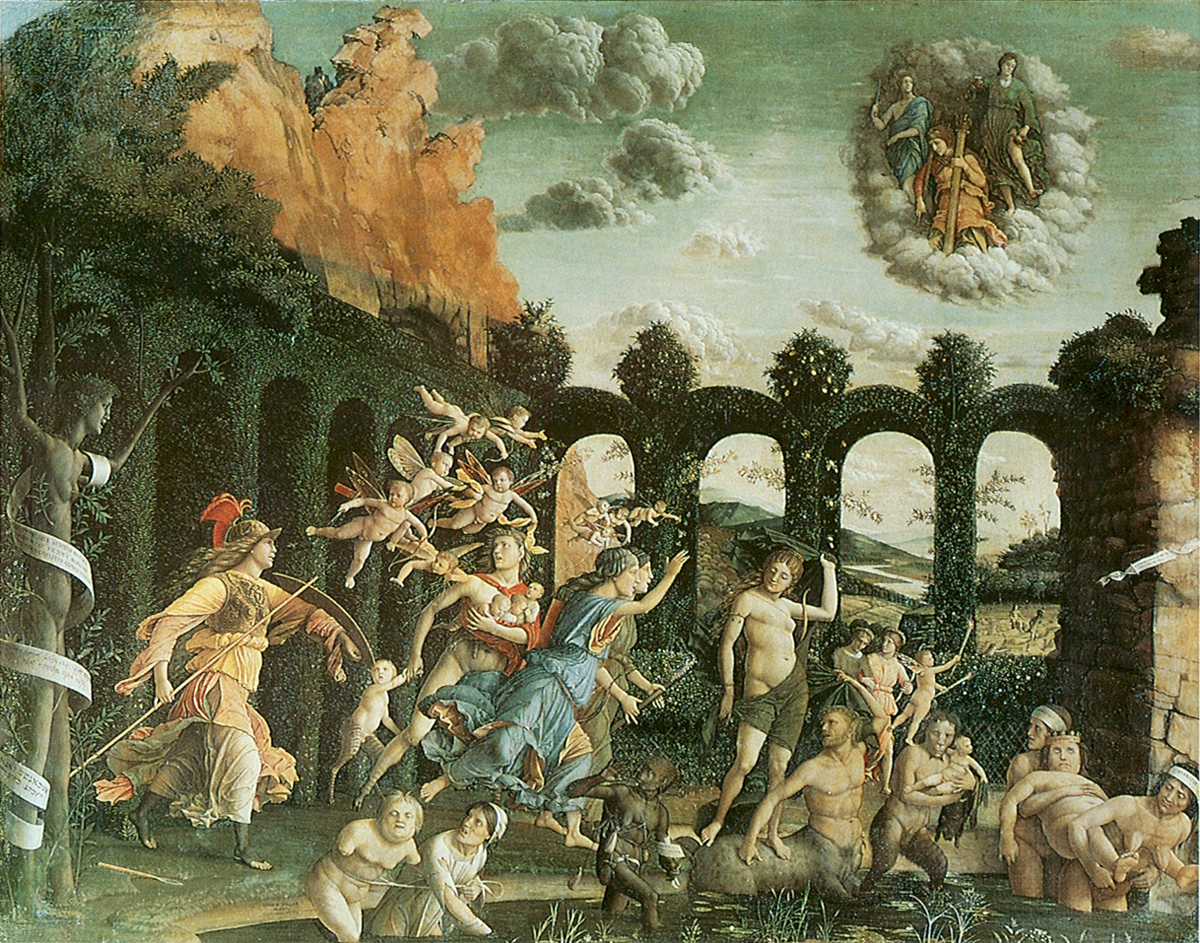
Andrea Mantegna, Triunfo de la Virtud

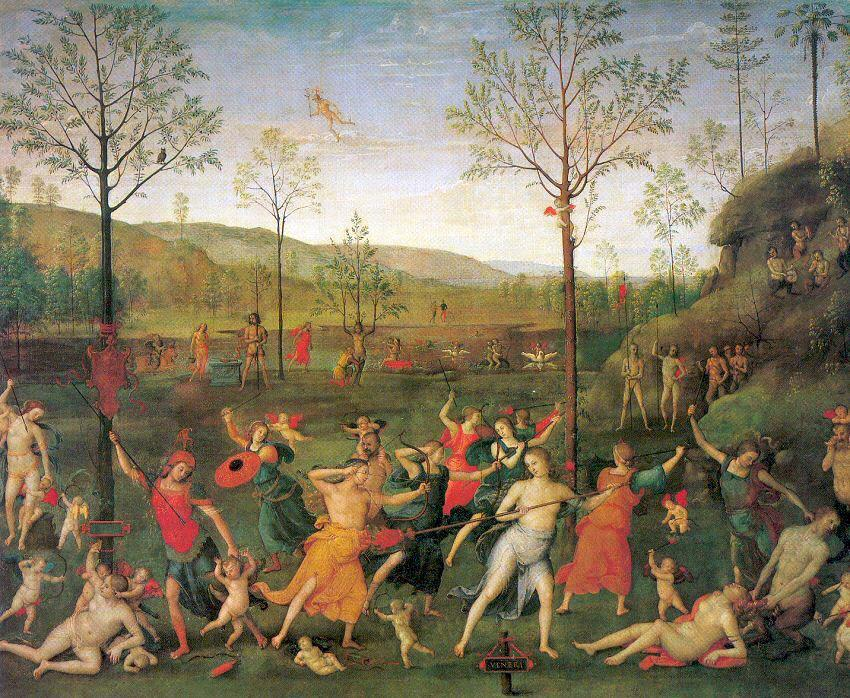
Perugino, Lucha del Amor y la Castidad

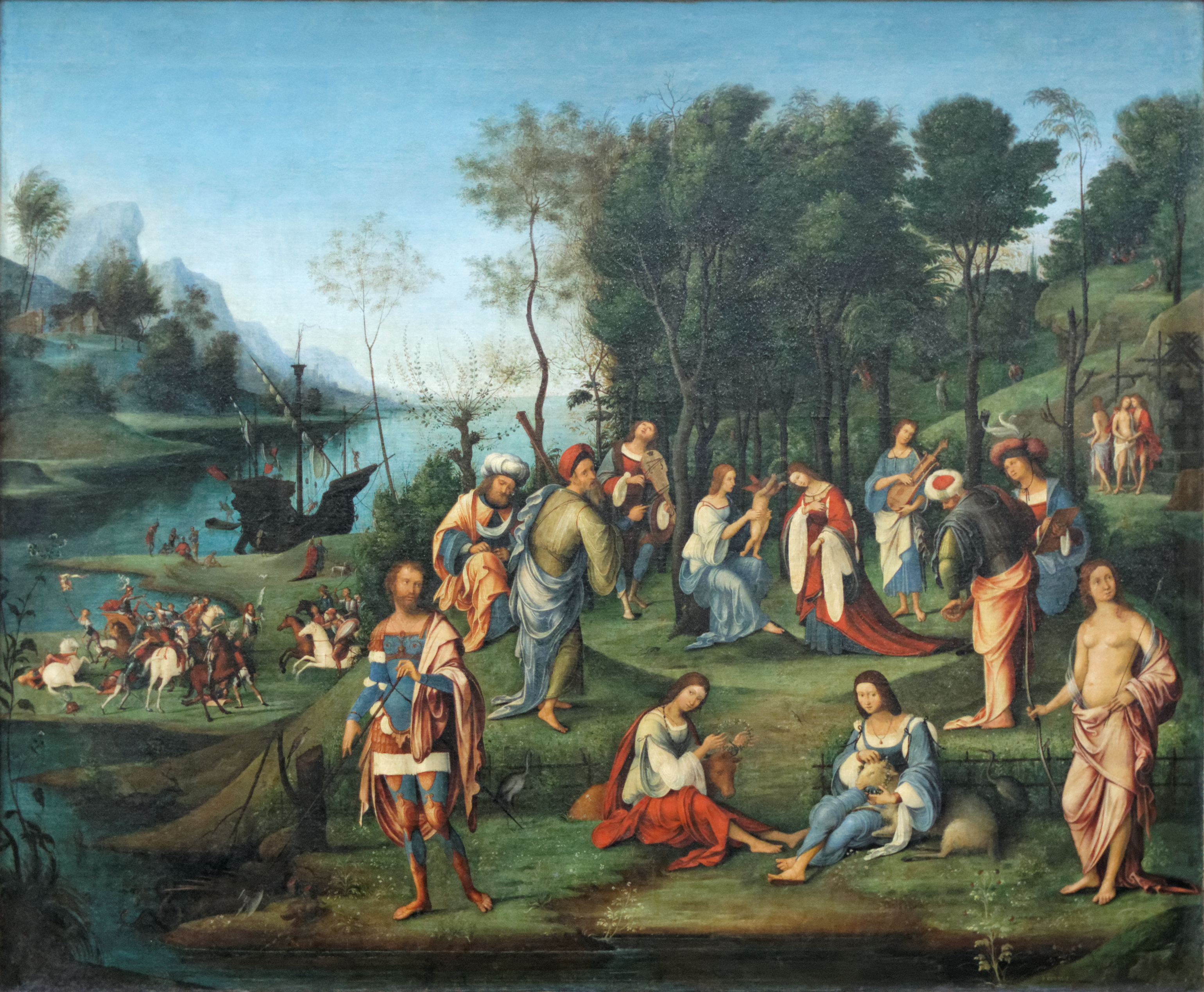
Lorenzo Costa, Isabel de Este en el reino de Armonía

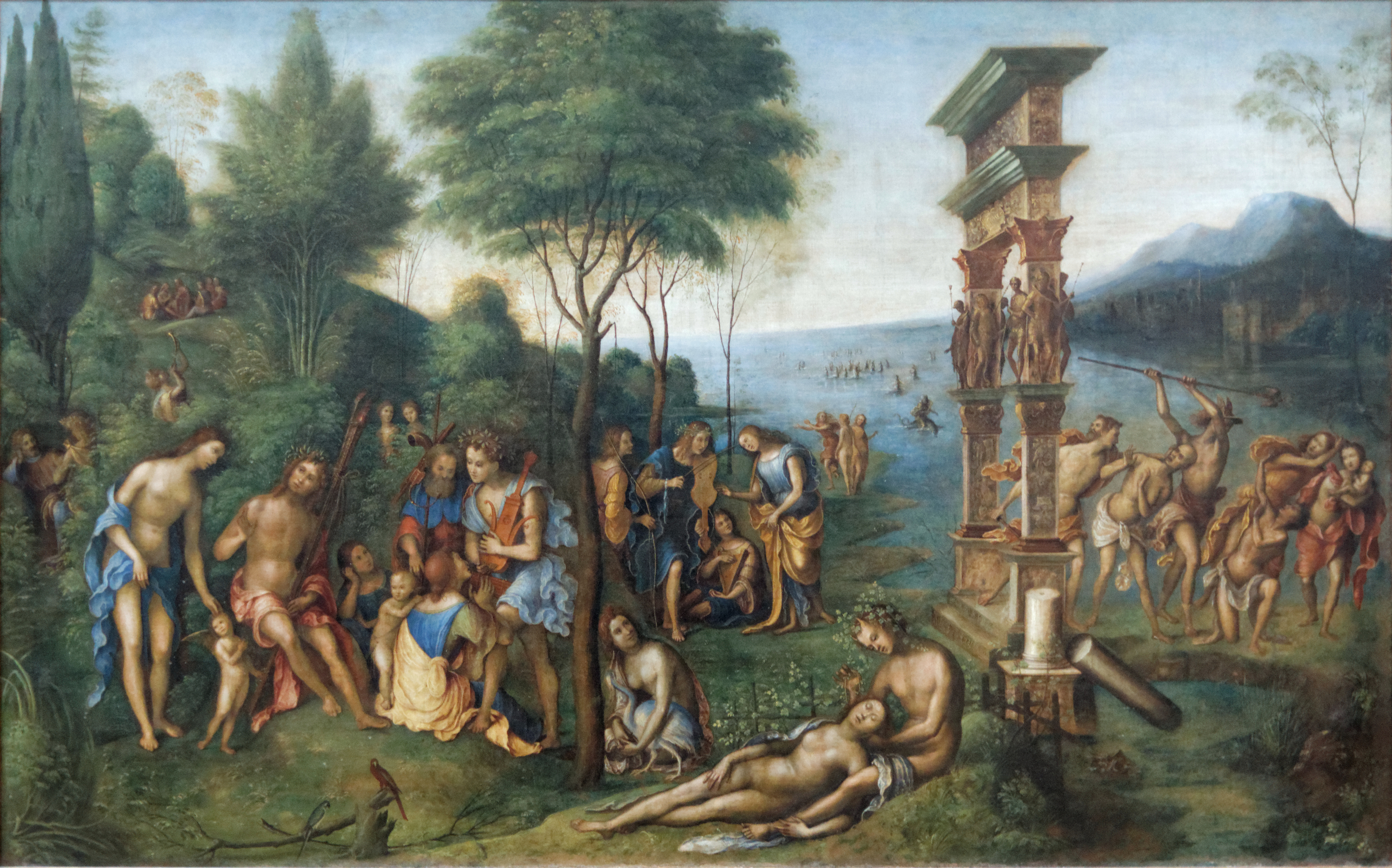
Lorenzo Costa, Reino de Como

El studiolo de Isabel de Este fue una habitación privada acondicionada en el palacio ducal de Mantua donde Isabel se retiraba para dedicarse a sus aficiones, la lectura, el estudio, la correspondencia y donde recibía a sus invitados. Inicialmente ubicado en el piso principal del castillo de San Jorge, fue trasladado en 1522 a los apartamentos de la  Corte Vecchia. Isabel, marquesa consorte de Mantua, fue la única noble italiana que tuvo un studiolo, prueba de su reputación de dama culta del Renacimiento, que prefería los intereses intelectuales y artísticos a un estilo de vida hedonista.
En esa cámara reunió, según la moda de la época en las cortes de Italia, las piezas más preciadas de sus colecciones, que inicialmente solo eran hallazgos antiguos, aunque luego también acogió obras contemporáneas encargadas expresamente para el lugar a los mejores artistas de la época, como las pinturas alegóricas de Mantegna. El ciclo pictórico del studiolo (ahora en el Louvre) que ilustraba el conflicto entre el Vicio y la Virtud, tardó unos diez años en completarse y también incluía obras de Perugino, Lorenzo Costa el Viejo y Correggio. Tres años después de la muerte de Isabel, en 1542, sus herederos encargaron un inventario que permite conocer con exactitud el contenido de las colecciones guardadas, contándose 1600 piezas entre obras de arte y curiosidades: vasos y vasijas preciosas en jaspe, cristal, ágata, camafeos, un salero de calcedonia, espejos, relojes, jaulas de pájaros, caracoles fósiles y un "cuerno de unicornio" (el diente de un narval): la colección de monedas y medallas antiguas contaba con más de mil piezas y todavía había alrededor de ochenta estatuillas antiguas y modernas.
A medida que el studiolo cayó en desuso las pinturas fueron trasladadas a otras zonas del palacio en 1605, pasando a ser parte de la Galería Celeste, la magnífica colección de los Gonzaga. El declive de la familia no diezmó la colección, como si hará el duque Vincente II, que a través del marchante de arte Daniel Nys, venderá parte de la colección, por una cantidad insignificante al rey Carlos I de Inglaterra. En 1627, ya muerto Vicente, la mayor parte de la colección se envió a Londres con el fin de garantizar su conservación y antes de sufrir el destino de otras obras de arte que aún se encontraban en Mantua cuando la ciudad fue saqueada en 1630.

## Historia

### El primerstudiolo
Nacida en Ferrara y educada por algunos de los humanistas más cultos de la época, Isabel se casó con Francesco II Gonzaga en 1490 cuando solo tenía dieciséis años. Llegó a Mantua el 12 de febrero de ese año. Se instaló en los apartamentos del piso principal del castillo de San Jorge, no lejos de la Cámara de los esposos pintada por Mantegna. Las estancias de su apartamento comprendían dos cámaras, un oratorio y «una pequeña biblioteca». Poco después hizo disponer dos pequeñas piezas más, mal iluminadas y sin chimeneas, como cámaras para su uso completamente personal: el studiolo (probablemente desde el mismo año 1490), ubicado en la torre de San Niccolò, y la grotta (mencionada por primera vez en 1498), una sala con bóveda de cañón situada debajo del estudio que imitaba una gruta subterránea, a la que se accedía a través de una escalera y un portal decorado en mármol.
Isabel había decorado su studiolo al principio con símbolos heráldicos y emblemas que hizo realizar a Gianluca Liomberti. A partir de 1494, rehízo el pavimento con baldosas mayólicas especialmente creadas para el lugar. Fue después de una estancia en su Ferrara natal donde estuvo, entre otros lugares, en la villa suburbana de Belfiore en la que su tío Leonelo de Este había habilitado una habitación dedicada a las Musas, el  Studiolo di Belfiore, cuando se comprometió a renovar su studiolo. También la ayudó su cuñada y amiga íntima Isabel Gonzaga, casada con Guidobaldo de Montefeltro que le mostró el studiolo de Federico de Montefeltro en Urbino y el Studiolo de Guidobaldo da Montefeltro en Gubbio.
Isabel se retiraba a su estudio para dedicarse a sus aficiones, la lectura, el estudio, la correspondencia. Además, reunió allí las piezas más preciosas de sus colecciones, que inicialmente solo eran hallazgos antiguos y luego también acogió obras contemporáneas, siguiendo esa confrontación entre «antiguos y modernos»  que en ese momento dominaba las especulaciones en el campo artístico. Le encantaba considerarse inspiradora de poesía, música y arte, tanto que se ganó el sobrenombre de «décima Musa», y las representaciones de las Musas de hecho abundaban en el studiolo, tanto en los lienzos de Mantegna como en los relieves del portal que conducía a la gruta.
La gruta albergaba la colección de antigüedades, mientras que para el studiolo al menos a partir de 1492, elaboró un programa decorativo sobre temas mitológicos y alegóricos que la celebraban a ella misma y a su linaje. El programa fue sugerido por sus consejeros, entre los que sobresalió Paride da Ceresara, que usaron textos de Petrarca, Ovidio, Boccaccio, Filostrato para aclarar las iconografías. Encargó telas a los artistas más ilustres de la época. El proyecto de Isabel, muy original, habría sido poner en competencia (en paragone) a los distintos artistas con cuadros de idénticas dimensiones, todos sobre lienzo, con la misma dirección de luz, que se hicieran eco de la luz natural de la habitación, y con las figuras en primer plano del mismo tamaño. Esas condiciones resultaron ser bastante difíciles de comunicar a los distintos artistas, especialmente si trabajaban fuera de Mantua, debido a los diferentes instrumentos de medición de una ciudad a otra y a una cierta confusión que generó la propia Isabel, variando y revocando a menudo las órdenes dadas en temas y composiciones, cometiendo errores al menos una vez sobre la dirección de la luz. Además, no todos los artistas estaban familiarizados con los temas mitológicos y alegóricos, y en algunos casos se vieron inhibidos por la comparación con Mantegna, quien inició la serie y que destacaba en tales temas. Emblemático es el caso de Giovanni Bellini, al que, aunque se dejó libertad para la elección del tema, finalmente se negó porque no estaba acostumbrado a estar atado a solicitudes detalladas.
Se conserva una estrecha correspondencia entre Isabel y Perugino, activo en ese momento en Florencia, para la creación del Combate entre el Amor y la Castidad que permite reconstruir la manera de encargar un cuadro para el studiolo. El tema literario, especificado en todas las partes, incluso se incluyó en el contrato notarial que incluía un dibujo en el que el pintor tenía que apoyarse. El pintor podía omitir algunos episodios secundarios del programa tan detallado, pero tenía absolutamente prohibido agregar figuras de su propia invención o hacer cambios: cuando pintó una Venus desnuda en lugar de vestida, la marquesa, a través de sus consultores que visitaban continuamente la obra en el estudio del artista, protestó vigorosamente. En 1505, tras la entrega del cuadro, Isabel no quedó del todo satisfecha: dijo que le habría gustado más si hubiera sido al óleo, cuando en cambio lo había hecho al temple siguiendo sus instrucciones explícitas de seguir el estilo de Mantegna. Todo por 100 ducados, bien ganados.
La grotta fue acondicionada hacia 1505 por los hermanos Antonio y Paolo Mola, quienes diseñaron paneles con incrustaciones para las paredes y un techo de madera ornamentado con el escudo de armas de la duquesa. Las dos estatuas de los Cupidos durmientes, respectivamente, de Praxíteles y Miguel Ángel, ciertamente fueron instaladas allí cuando llegaron a Mantua. Acercar una obra antigua y una obra moderna se consideró una idea innovadora e incluso se calificó como un «hallazgo».
El studiolo y la grotta pronto se convirtieron en uno de los lugares más interesantes que mostrar a los dignatarios que visitaban la ciudad, con la debida cautela, debido al pequeño tamaño y a las tentaciones en las que incluso el mejor huésped podía caer: después de una visita de Carlos III, duque de Borbón en 1509, de hecho, faltaba alguna plata de valor.

### El segundo studiolo y el apartamentodella Grotta

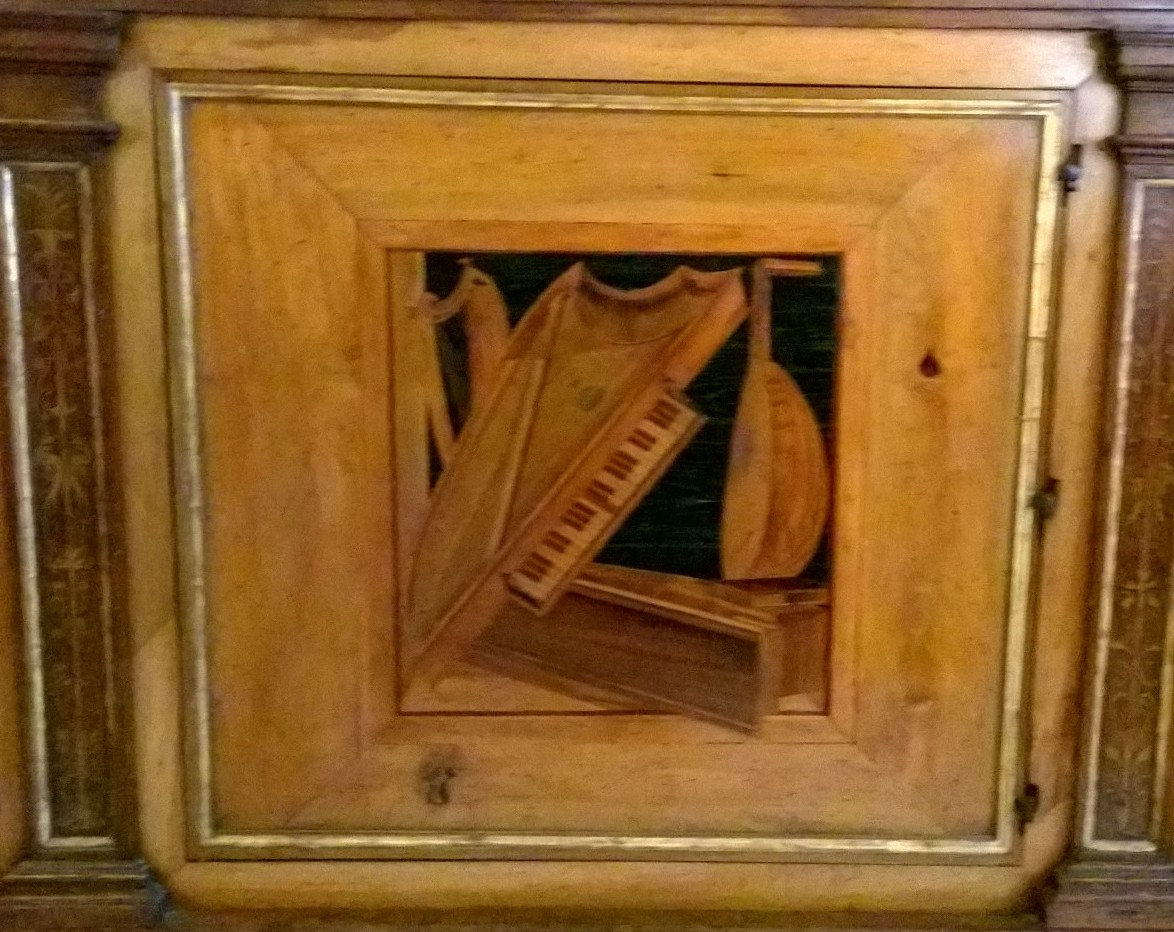
Detalle del studiolo de Isabel de Este.

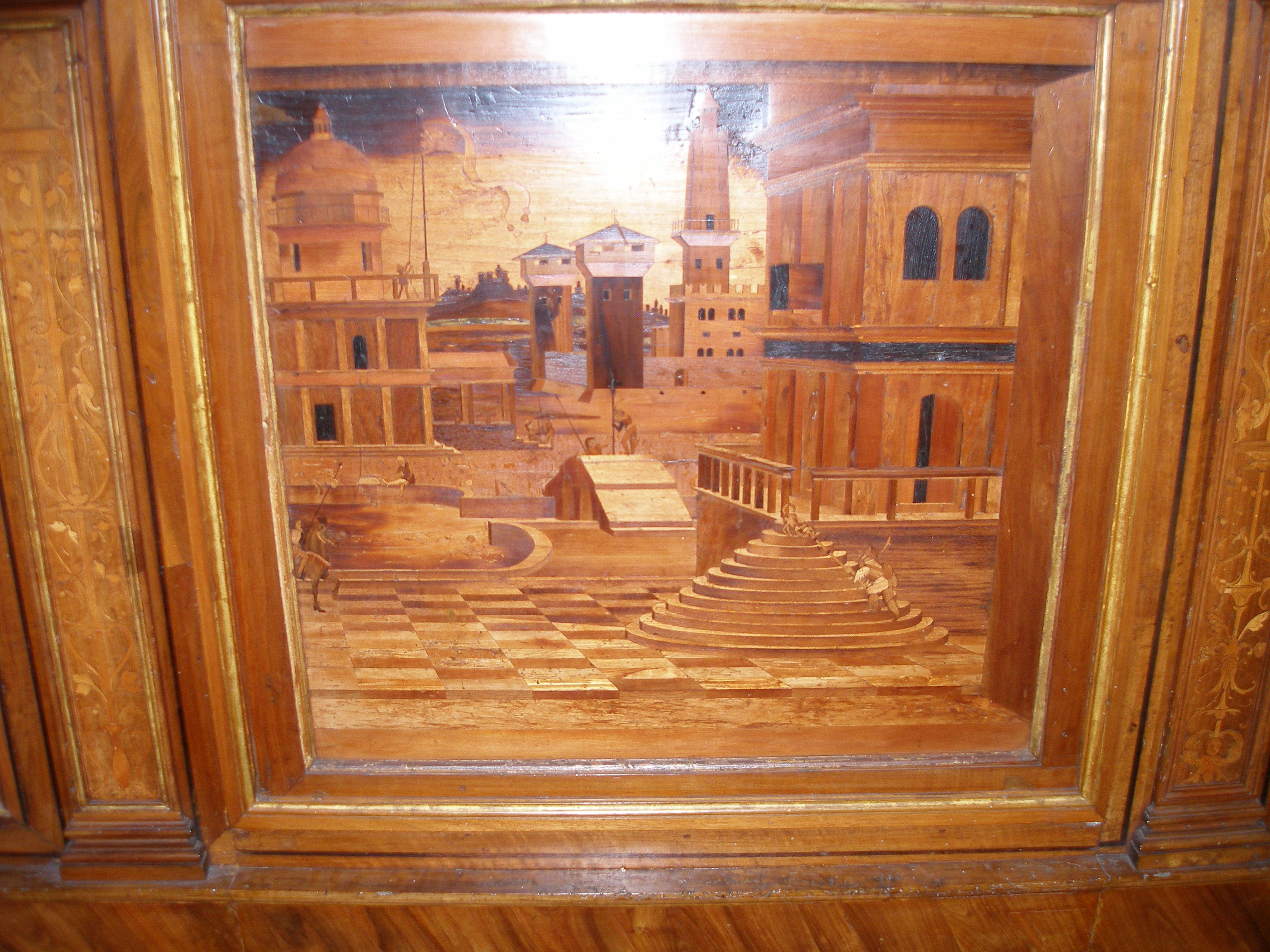
Réplica moderna de una incrustación de madera de Antonio della Mola según el Appartamento della Grotta de Isabel de Este.

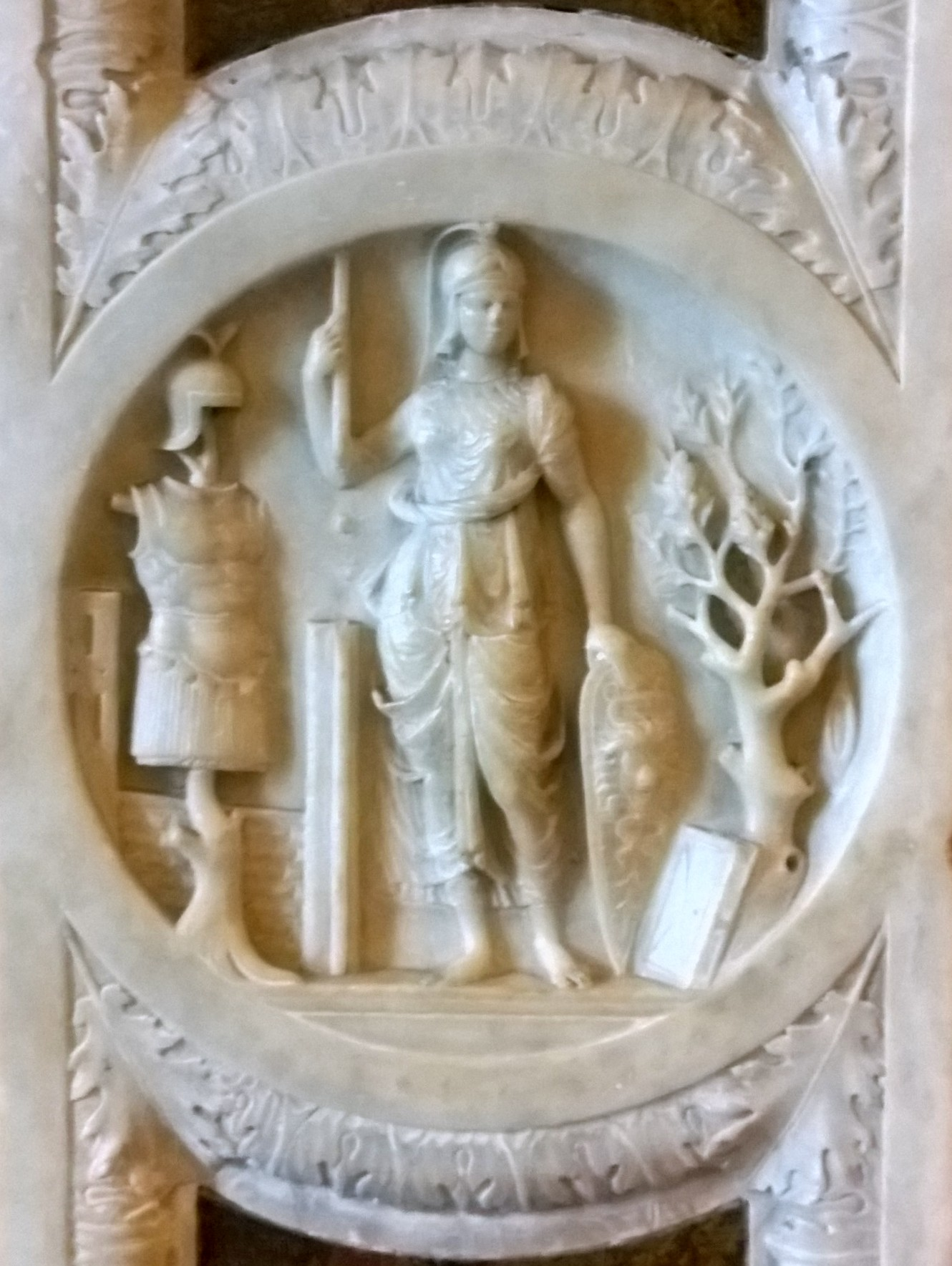
Minerva, Giovanni Cristoforo Romano, detalle del studiolo.

Entre 1519 y 1522, tras la muerte de su marido, Isabel se trasladó a un nuevo apartamento en el ala conocida como la Corte Vecchia, construida por el arquitecto ducal y «prefecto de las fábricas de los Gonzaga» Battista Covo. En esa ocasión el studiolo original fue desmantelado y reensamblado en otro ambiente. Ese segundo studiolo constaba de cinco salas, todas en la planta baja, y permitía ampliar las áreas de colecciones (medallas, marquetería, decoraciones de arte grutesco…). Se accedía a la Nuova Grotta, el ambiente más sagrado, desde una abertura directa en el studiolo. El portal de mármol que separaba el studiolo de la Grotta fue realizado por el escultor Tullio Lombardo entre 1522 y 1524 mientras que el de la entrada al studiolo, con cuatro bajorrelieves en tondos y mármol polícromo, es obra de Gian Cristoforo Romano. La decoración de la Grotta, incluida la marquetería de madera de 1506 procedente del primer studiolo, fueron obra de los hermanos Paolo y Antonio della Mola.
Hacia 1531 se añadieron a la colección de pinturas dos alegorías de Correggio: la Alegoría de la Virtud y la Alegoría del Vicio. Se conserva un inventario de 1542 que permite hacerse una idea de la disposición final de los objetos, en una pieza que debió de estar muy abarrotada pero siempre dispuesta según los principios de simetría y armonía de la decoración interior.
También formaba parte del apartamento de la marquesa el Giardino segreto (hortus conclusus), un jardín construido en 1522 y adornado con columnas jónicas.

### La fama de las colecciones de Isabel de Este
Desde el comienzo del siglo XVI, las colecciones de la duquesa de Mantua atrajeron a los intelectuales más influyentes de Italia. Sus gabinetes tuvieron muy pronto un carácter público, lo que aumentó el renombre de los Gonzaga y el prestigio de Mantua. Pietro Bembo, él mismo un gran coleccionista, acudía allí con regularidad. En 1519, Tiziano y Dosso Dossi viajaron juntos desde Ferrara para admirar las colecciones.
Isabel de Este fue objeto de numerosos elogios literarios que la asocian con sus colecciones, como la que le hizo Giuseppe Betussi en una serie de retratos de mujeres célebres o Gian Giorgio Trissino, de Vicenza, en su  Rittratti publicado en 1524. En 1550, las colecciones de la grotta y los dos Cupidos aparecen citados en la Descrittione di tutta Italia de Leandro Alberti.
En 1571, Ludovico Gonzaga reclamaría una parte como herencia de su hermano, el duque Guillermo de Mantua, quien defendió su integridad.

### Dispersión
En 1542, tres años después de la muerte de Isabel, los herederos del duque Federico Gonzaga, él mismo fallecido un año después de su madre, hicieron establecer la relación completa de las propiedades familiares elaborada por Odoardo Stivini, un notario, que permite conocer con exactitud el contenido. de las colecciones guardadas en el studiolo y en la grotta. Se contaron 1600 piezas. Las más preciadas se guardaban en la grotta, que estaba más protegida y mejor resguardada de los curiosos que las otras habitaciones. Vasos y vasijas preciosas en jaspe, cristal, ágata, camafeos, un salero de calcedonia, espejos, relojes, jaulas de pájaros, caracoles fósiles y "un cuerno de unicornio" (el diente de un narval). La colección de monedas y medallas antiguas contaba con más de mil piezas. Todavía había alrededor de ochenta estatuillas antiguas y modernas. Cuando el studiolo cayó en desuso tras la muerte de la marquesa, las pinturas fueron trasladadas a otras zonas del palacio en 1605.
En 1627, Carlos I de Inglaterra logró adquirir de Carlos I de Gonzaga-Nevers una gran parte de la colección de los Gonzaga, incluyendo la Alegoría de las Virtudes y la Alegoría de los Vicios de Correggio, que procedían del studiolo de Isabel de Este. Otros cuadros del studiolo fueron comprados por Richelieu, probablemente el mismo año, que los hizo instalar en su castillo de Poitou, aumentados con tres bacanales pintadas por Poussin. Los dos Correggios fueron adquiridos en 1653 a un banquero llamado Everard Jabach. En 1661, Jabach vendió la Alegoría de las Virtudes al cardenal Mazarino y la Alegoría de los Vicios al rey Luis XIV, quien así la añadió a la colección real. En 1662, la Alegoría de las Virtudes se incorporó a la colección real. Luego fueron objeto de una incautación durante la Revolución Francesa para ser trasladadas al museo del Louvre.
El resto del mobiliario del studiolo se vendió y se dispersó y los elementos reconocidos ahora se encuentran dispersos en varios museos.

## Colecciones

### Pintura
La decoración del studiolo comenzó en 1497 con el llamado Parnaso de Mantegna y continuó en 1499-1502 con el Triunfo de la Virtud del mismo autor. Mantegna también había pintado dos falsos relieves simulando ser de bronce, que aún existían en 1542 y que luego desaparecieron.
El programa decorativo continuó con obras de los artistas más renombrados activos en Italia en ese momento, como el Combate del Amor y la Castidad de Pietro Perugino (1503) que, sin embargo, no recibió el pleno consentimiento de la marquesa, y dos tablas de Lorenzo Costa el Viejo: Isabel de Este en el reino de Armonía y el Reino de Como, esta última a partir de un dibujo incompleto de Mantegna que murió en 1506.
Isabel nunca logró hacerse con un cuadro de Giovanni Bellini, quien, ante las dificultades del rígido esquema de personajes y figuras solicitado por ella, terminó declinando el encargo (1501), ni de Giorgione, que murió demasiado pronto, ni de Francesco Francia ni de Leonardo da Vinci, a pesar de las reiteradas solicitudes. Botticelli se había mostrado dispuesto a pintar para el estudio, pero siguiendo el consejo de Gian Cristoforo Romano y de Lorenzo da Pavia, su elección recayó en Perugino.
A estas obras se sumaron otras dos obras de Correggio (Alegoría de la Virtud y Alegoría del Vicio).

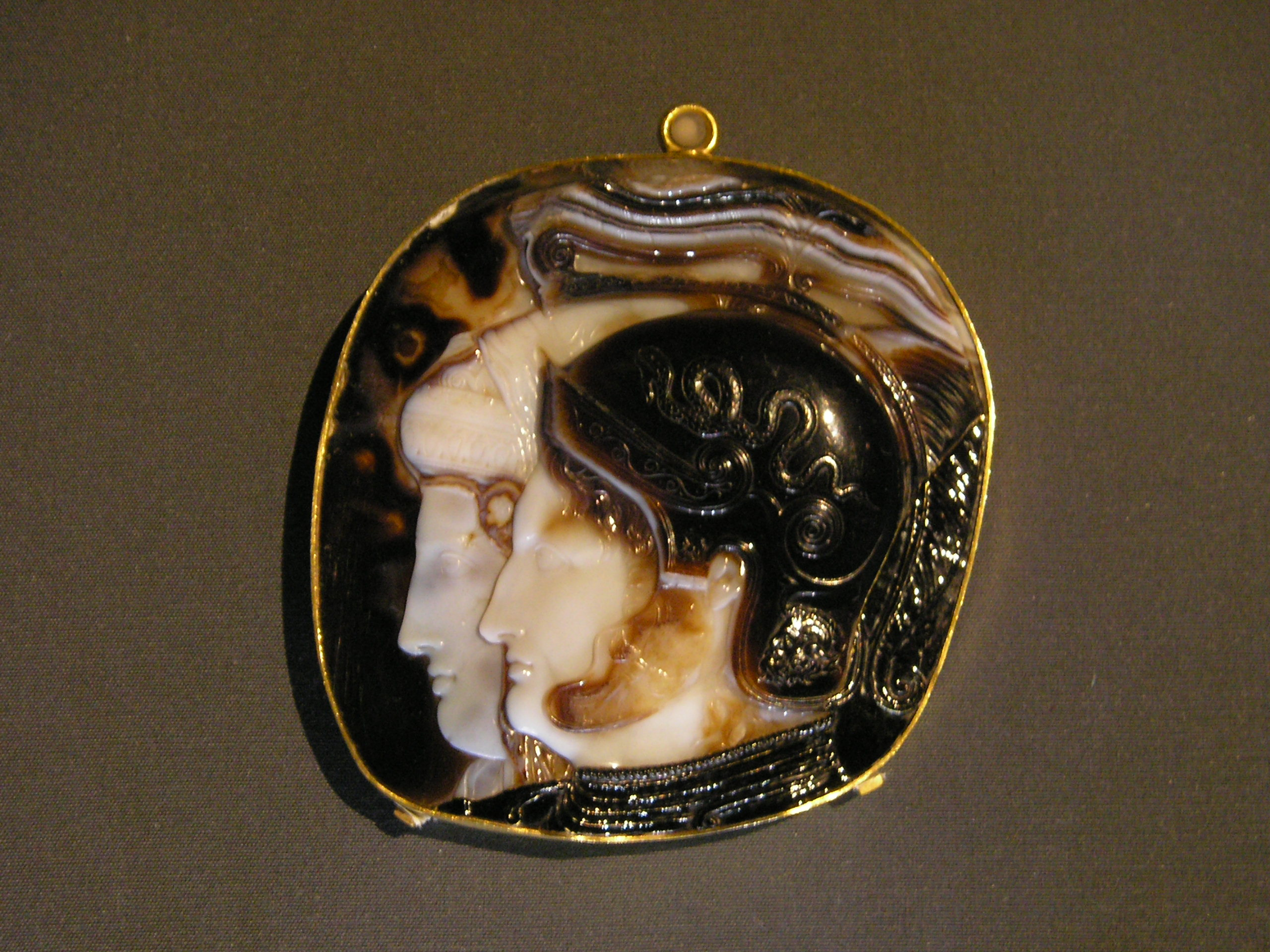
Camafeo ptolemaico del a. C., procedente de las colecciones de Isabel de Este (Kunsthistorisches Museum).

### Arte antiguo
En lo que a obras antiguas se refiere, su gran pasión por la escultura grecorromana solo se vio frenada por la constante falta de dinero y la prohibición papal de exportar antigüedades de la Urbe. Gracias a la colaboración del caballero de Malta Fra Sabba da Castiglione, sin embargo, pudo comprar originales griegos de Naxos y Rodas, así como fragmentos del Mausoleo de Halicarnaso. Un relieve de un sarcófago con 'Hermes buscando a Proserpina en el Hades' se encontró incrustado en la pared debajo de la ventana del studiolo en lugar de en la cueva, probablemente debido a su valor narrativo.
A través de sus agentes, que mantuvo en las principales ciudades italianas, también pudo conocer ocasiones particulares, como la subasta de las colecciones de Michele Vianello en Venecia en 1506, donde adquirió un precioso vaso de finales de la antigüedad de ónix. Como coleccionista, Isabel tenía pocos escrúpulos, resaltando los aspectos más desagradables de su carácter en sus métodos de compra. Por ejemplo, recibió conscientemente algunas cabezas de alabastro saqueadas en el palacio Bentivoglio de Bolonia, o regateó de manera deshonrosa con el viejo y enfermo Mantegna, para obtener por la fuerza, dadas sus deudas, un busto de la emperatriz Faustina al que le tenía especial cariño. Hacia 1498 ya había obligado al artista a venderle el busto femenino romano, no tanto por su valor histórico-artístico intrínseco, sino porque se decía que se parecía a ella. O destacó cierta codicia cuando se enteró de que Gian Galeazzo Sforza en su lecho de muerte le había dejado parte de sus colecciones como testamento, enviando de inmediato emisarios a Milán para tomar posesión de ellas mucho antes de que muriera el interesado.
Entre las obras antiguas de su colección, también estaba el Busto de Faustina la Mayor, que perteneció a Andrea Mantegna, que Isabel compró al pintor de la corte en 1506 por 100 ducados.

### Esculturas y otros
Entre las obras modernas destacó el Cupido de Miguel Ángel, al que le tenía especial cariño. Aunque años atrás, en 1496, le habían propuesto la compra y ella lo había rechazado por ser una "imitación" de la antigüedad, cuando supo que era obra del escultor vivo más renombrado, quiso obstinadamente hacerse con él. Obtenido de César Borgia después de haber expulsado a los Montefeltro de Urbino, antiguos propietarios del mármol, se negó resueltamente a devolverlo después de la restauración de su dominio, aunque también estaba relacionada con ellos por parentesco. El Cupido se enfrentó a otro Cupido antiguo atribuido a Praxíteles, invitando a la comparación entre una obra moderna de estilo clásico y una antigua.
Las colecciones de Isabel también incluían medallas, camafeos (como el famoso Camafeo Gonzaga), gemas, monedas antiguas, bustos, vasos de ágata y de jaspe, bajorrelieves, incrustaciones, etc. Entre las estatuas destacaron algunos bronces de Pier Jacopo Alari Bonacolsi conocido como "l'Antico", que reproducían algunas famosas obras de estatuaria clásica, como un Hércules y Anteo  hoy en el Kunsthistorisches Museum de Viena. Por último, se guardaban simples curiosidades (jaulas doradas, corales, relojes y un "cuerno de unicornio ") y algún objeto que la marquesa apreciaba por motivos sentimentales, como un mueble de haya construido por su hermano Alfonso I de Este como pasatiempo.
El pequeño estudio fue pavimentado con baldosas polícromas del taller de Antonio Fedeli de Pesaro, compradas por Francisco II Gonzaga para la residencia de Marmirolo y vendidos, los que sobraban, a su esposa, que por lo tanto resolvió el problema recurrente de los topos. Después desgajados y colocados en el mercado de antigüedades, ahora se encuentran en numerosos museos italianos y extranjeros.

## Obras que se conservan y que en origen fueron de Isabel de Este

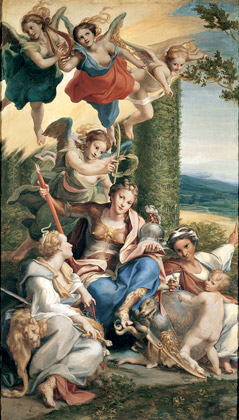
Correggio, Alegoría de la Virtud

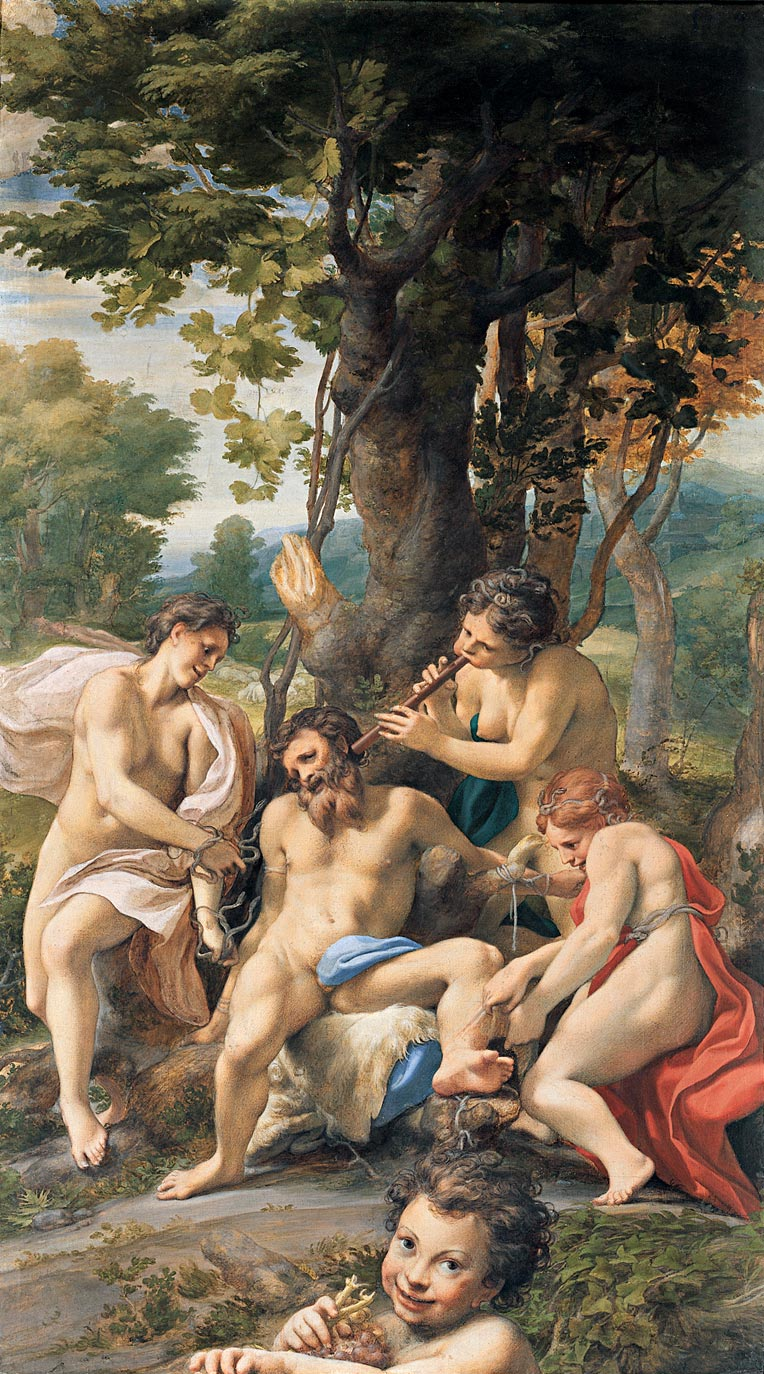
Correggio, Alegoría del Vicio

### Del primerstudiolo
- Parnaso que fue realizado entre 1496 y 1497, con una iconografía compleja pero donde los contemporáneos reconocieron a Isabel de Este en la figura de Venus[1] y Minerve chassant les Vices du jardin de la Vertu, de Andrea Mantegna.
- Combate del Amor y la Castidad, de Perugino] cuyo programa iconográfico fue propuesto por Paride da Ceresara que era un humanista y astrólogo de la corte. El cuadro fue pintado en Florencia y enviado terminado a Mantua en 1505.[1]
- La Alegoría de la corte de Isabel  también llamada  La coronación de Isabel de Este (1506-1507), y El reino de Como  iniciados por Mantegna y terminados por Lorenzo Costa.
- El Paso del mar Rojo atribuido a Jan van Eyck.[1]
- Un vaso-camafeo precioso en ónice que Isabel compró en 1506 en Venecia en una subasta de la herencia de Michele Vianello (conservado en Brunswick) y que se expuso en la grotta.
- La puerta con incrustaciones de mármoles de colores que se abría hacia el studiolo, realizada por Gian Cristoforo Romano a principios de los años 1500.[1]

### Incorporaciones posteriores para el segundostudiolo
- La Alegoría de las Virtudes y la Alegoría de los Vicios de Correggio.
- Las puertas de mármol tallado.
- Las marqueterías de los hermanos Mola.
- los grutescos de Lorenzo Leonbruno,
- las reproducciones a escala menor de famosas estatuas antiguas, de Pier Jacopo Alari Bonacolsi llamado l'Antico (ca. 1460-1528), como la Venus Felix (conservada ahora en el Kunsthistorisches Museum de Viena).
- sus colecciones de monedas, bajorrelieves y bustos antiguos.

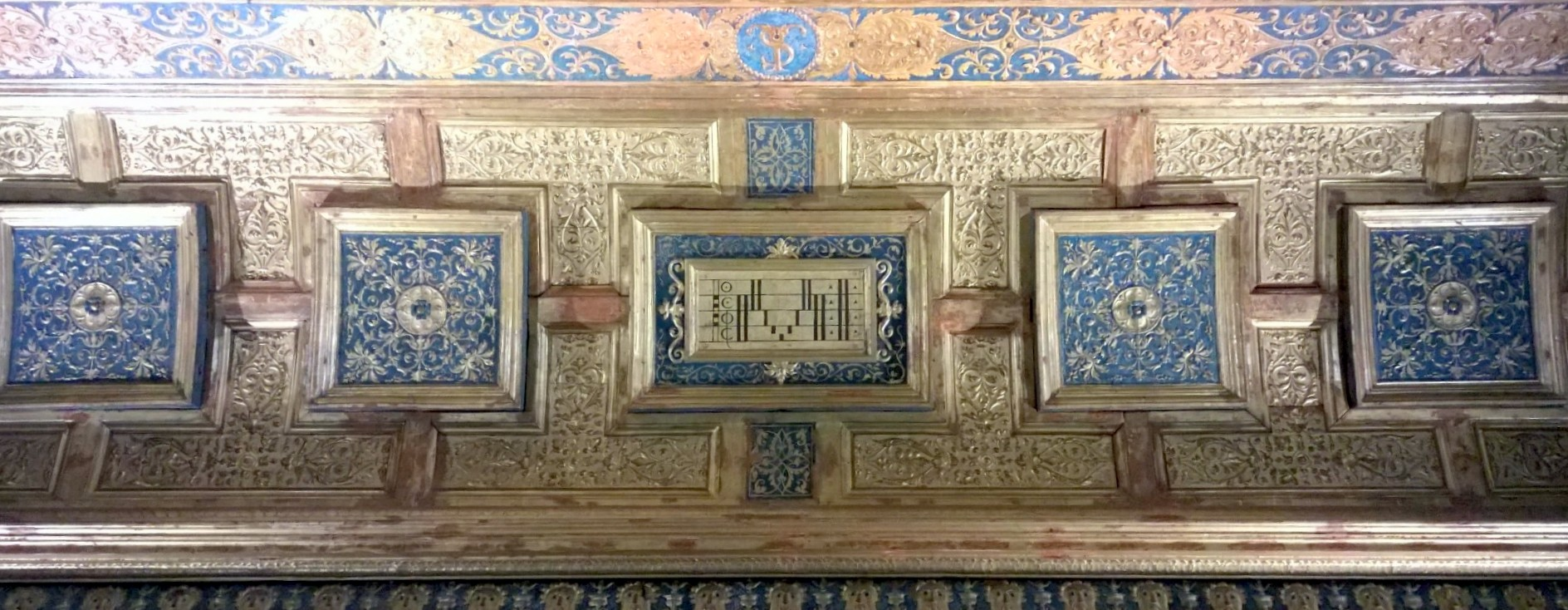
Impresión del pentagrama (techo del studiolo)
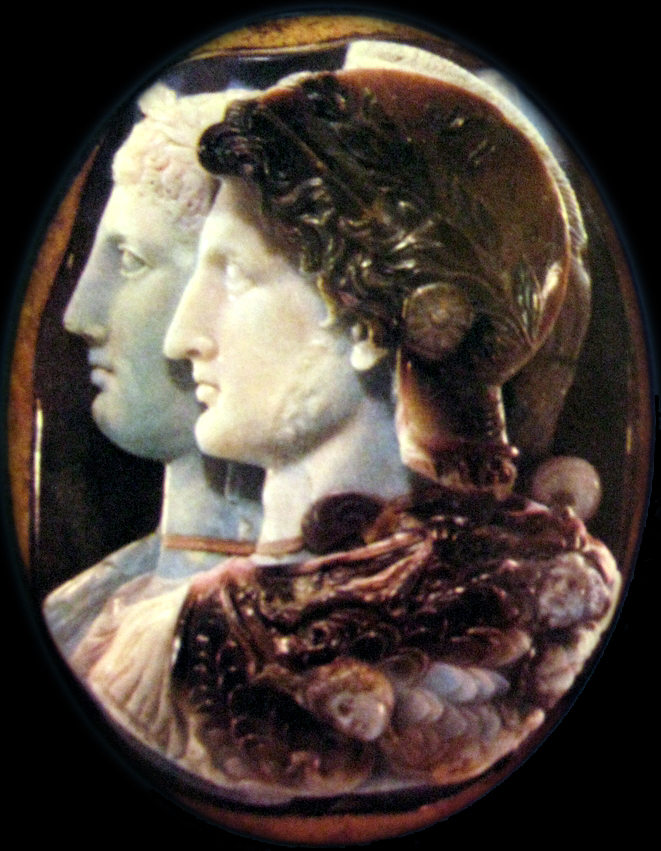
El camafeo Gonzaga
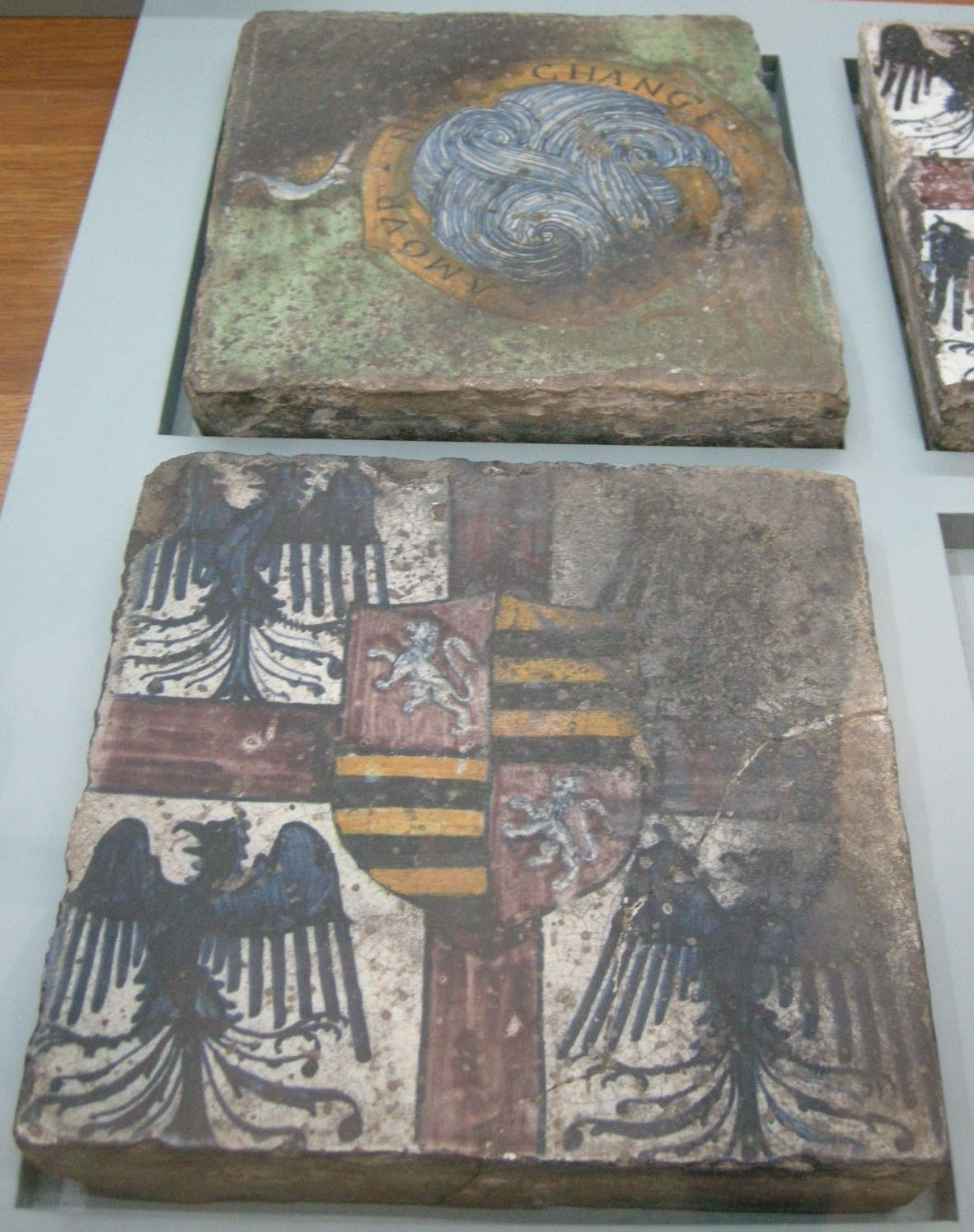
Baldosas en el Castello Sforzesco (Colecciones de arte aplicado), Milán
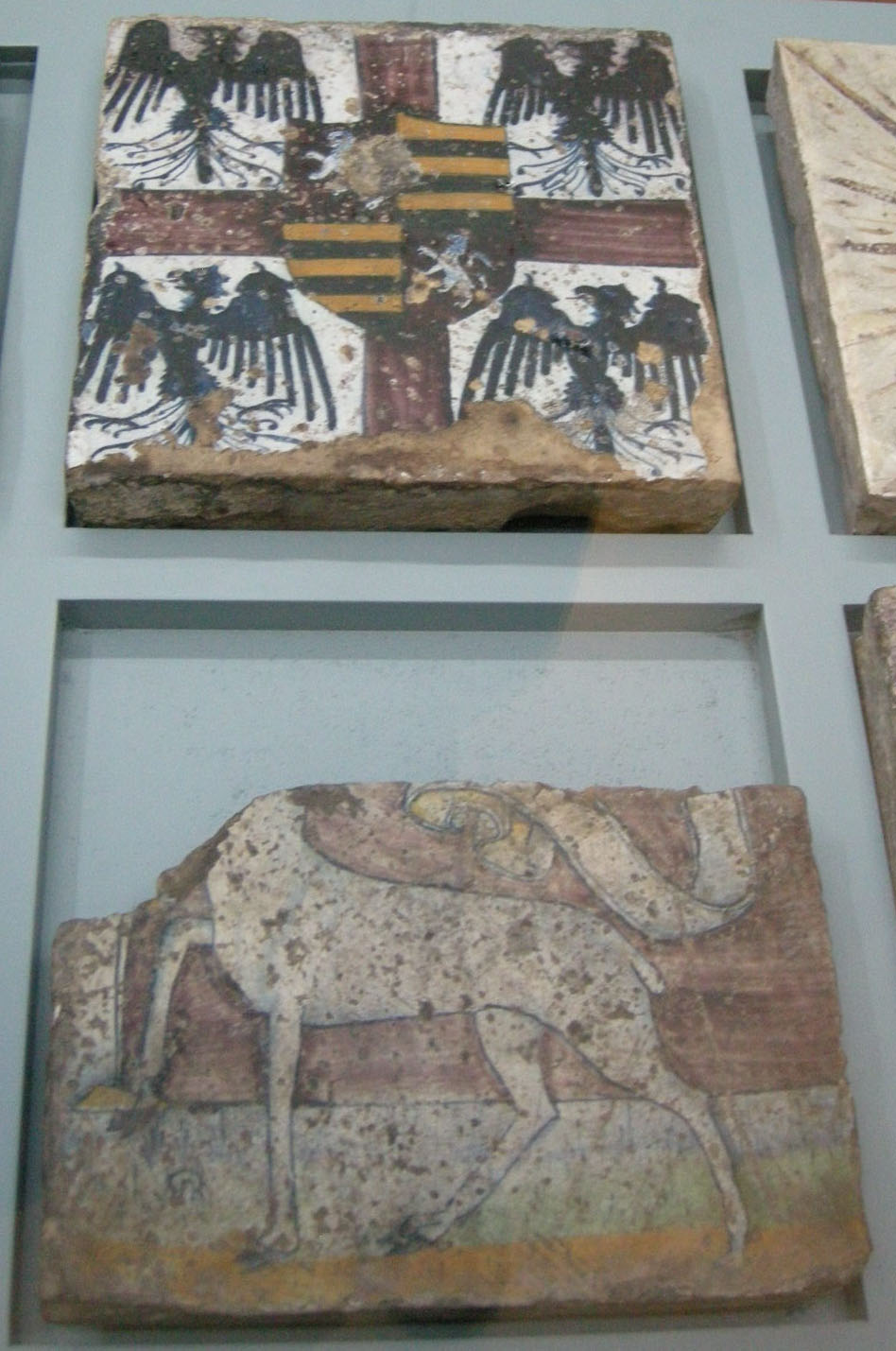
Baldosas en el Castello Sforzesco (Colecciones de arte aplicado), Milán
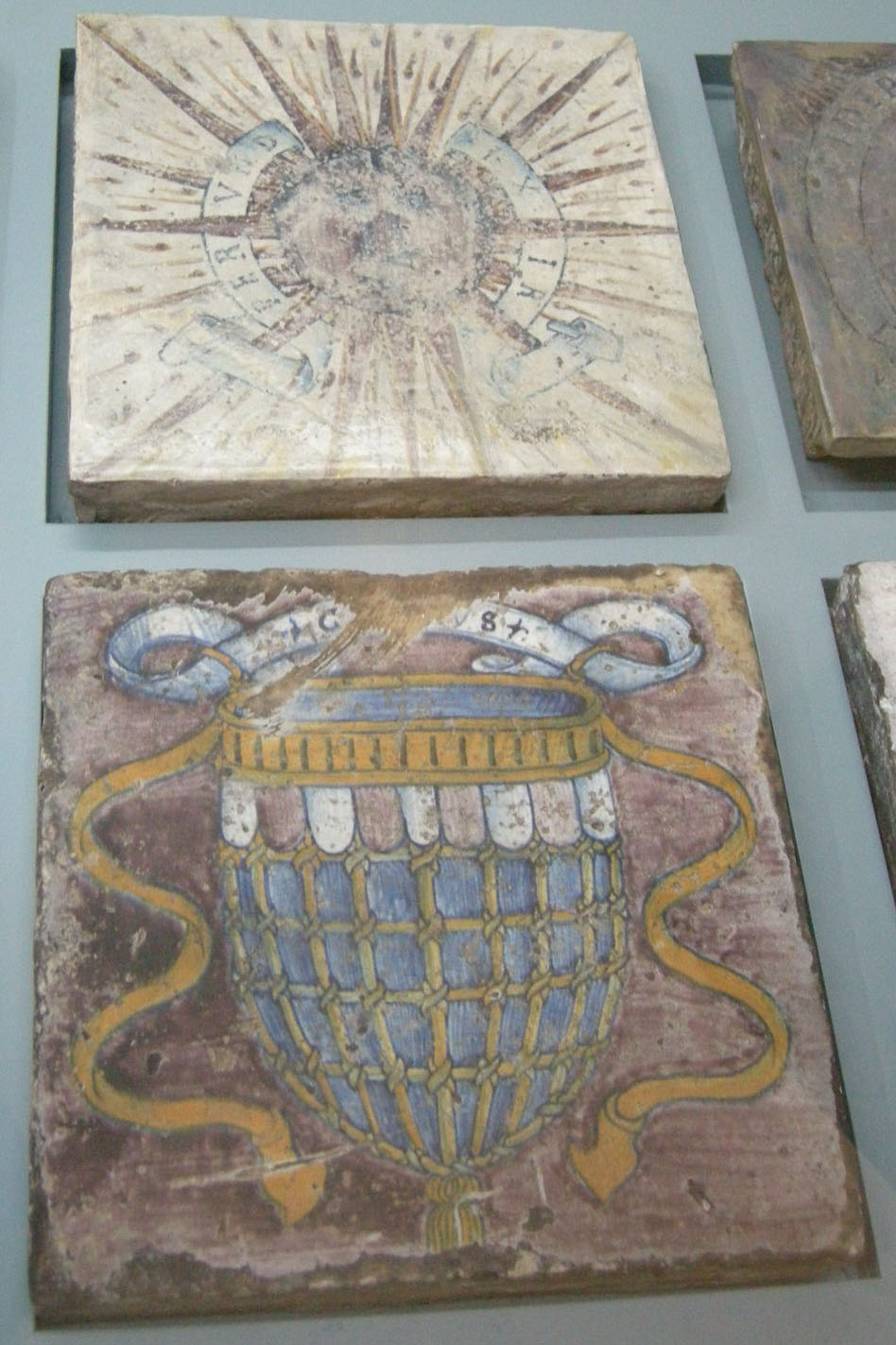
Baldosas en el Castello Sforzesco (Colecciones de arte aplicado), Milán
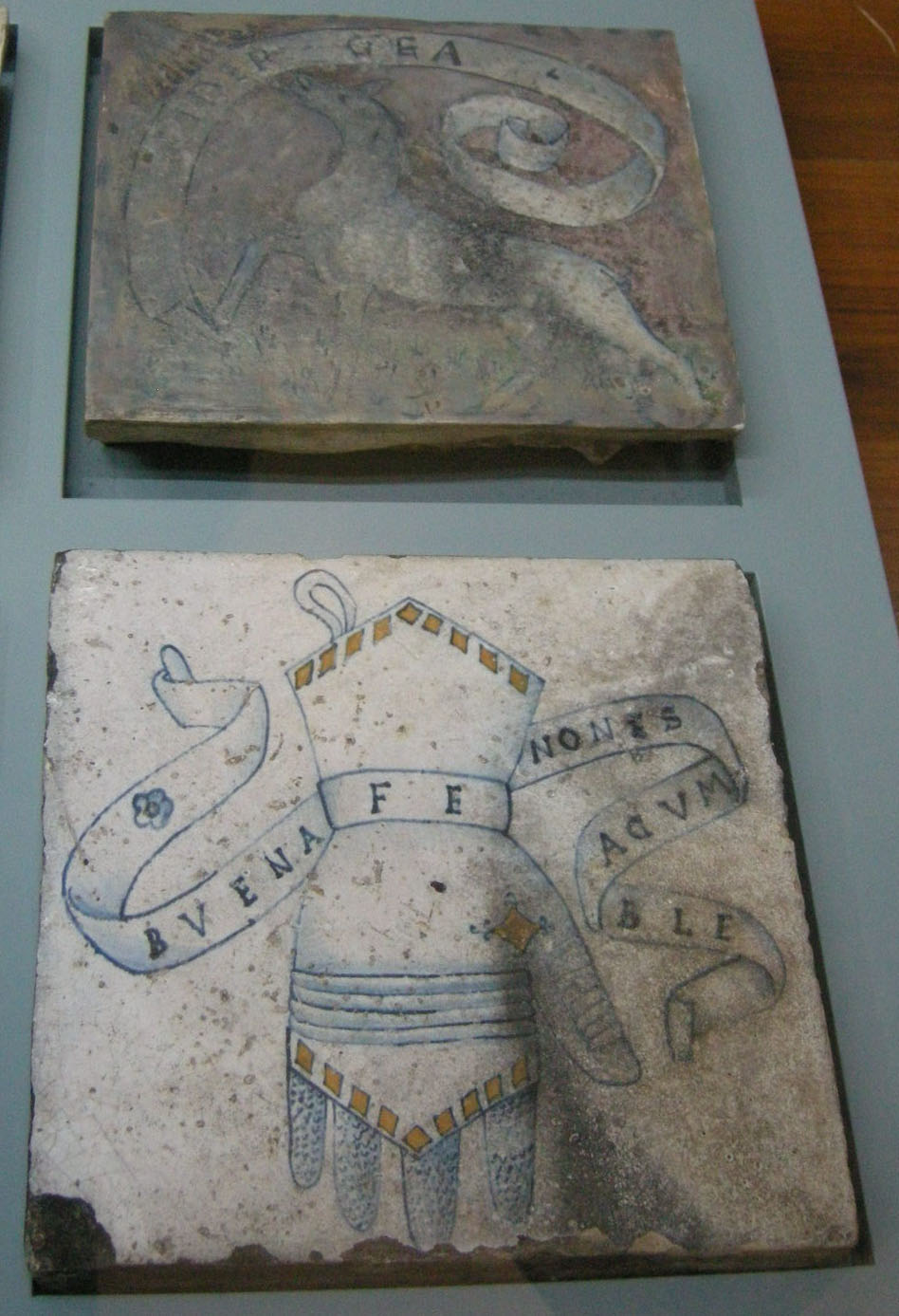
Baldosas en el Castello Sforzesco (Colecciones de arte aplicado), Milán
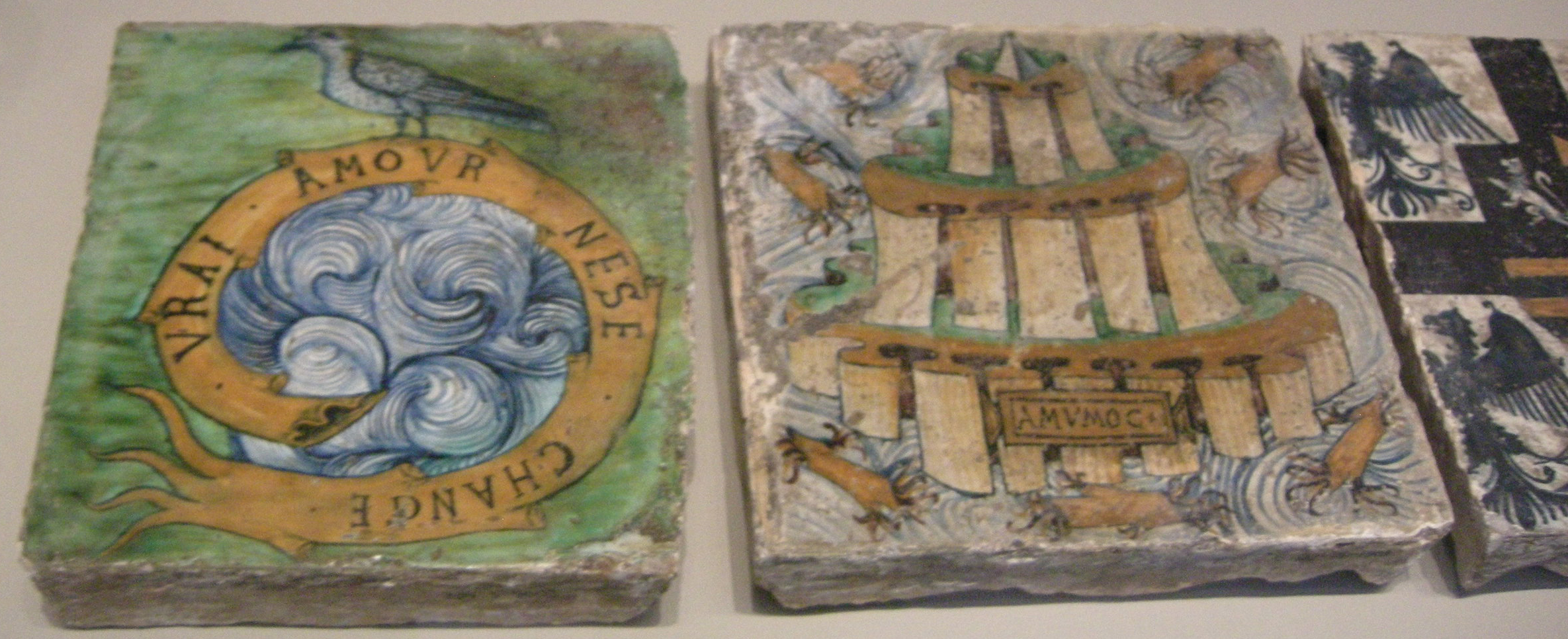
Baldosas en el Victoria and Albert Museum de Londres
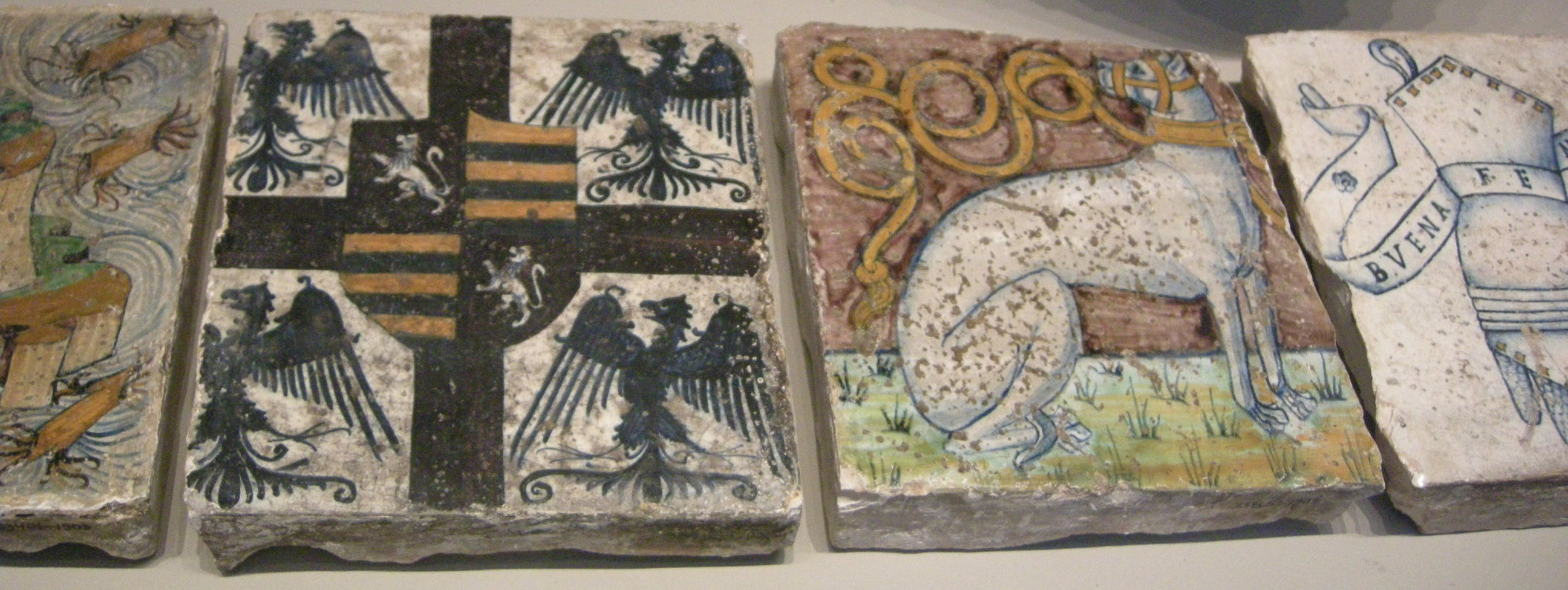
Baldosas en el Victoria and Albert Museum de Londres
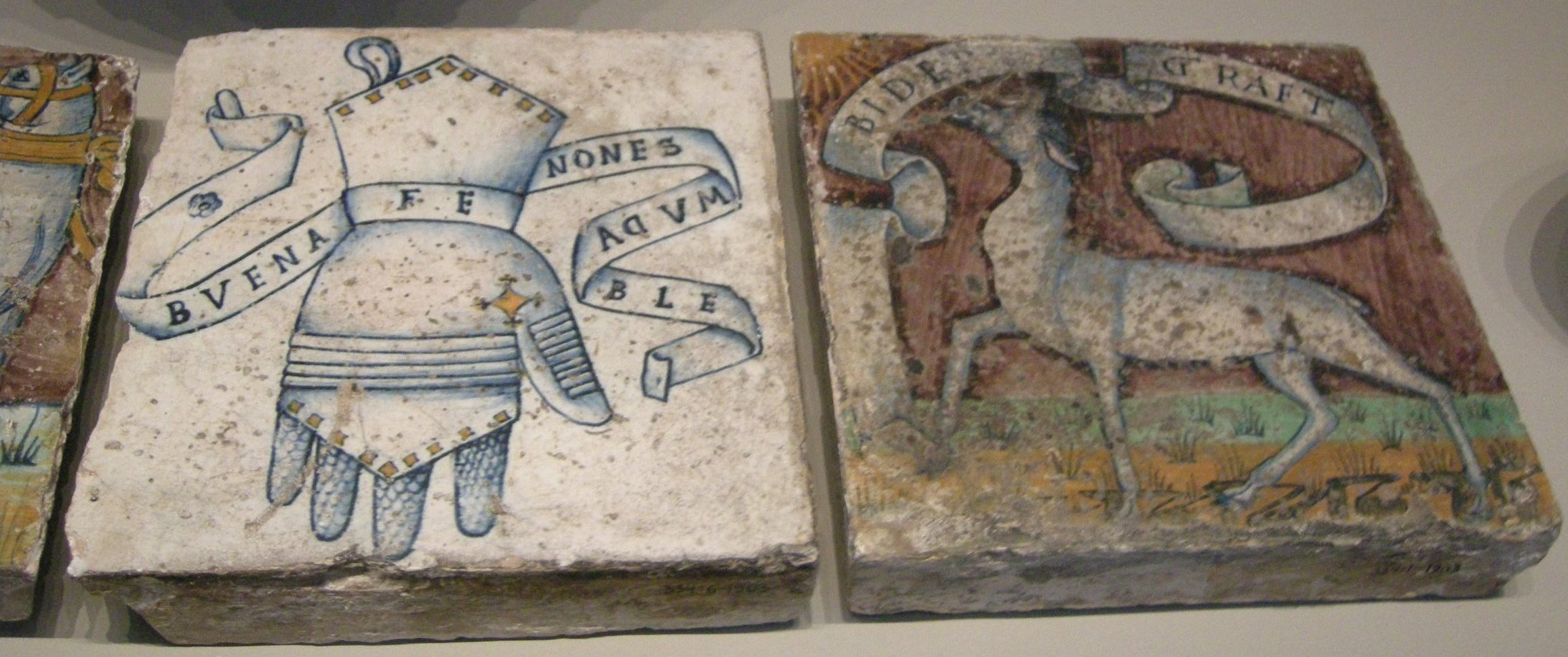
Baldosas en el Victoria and Albert Museum de Londres
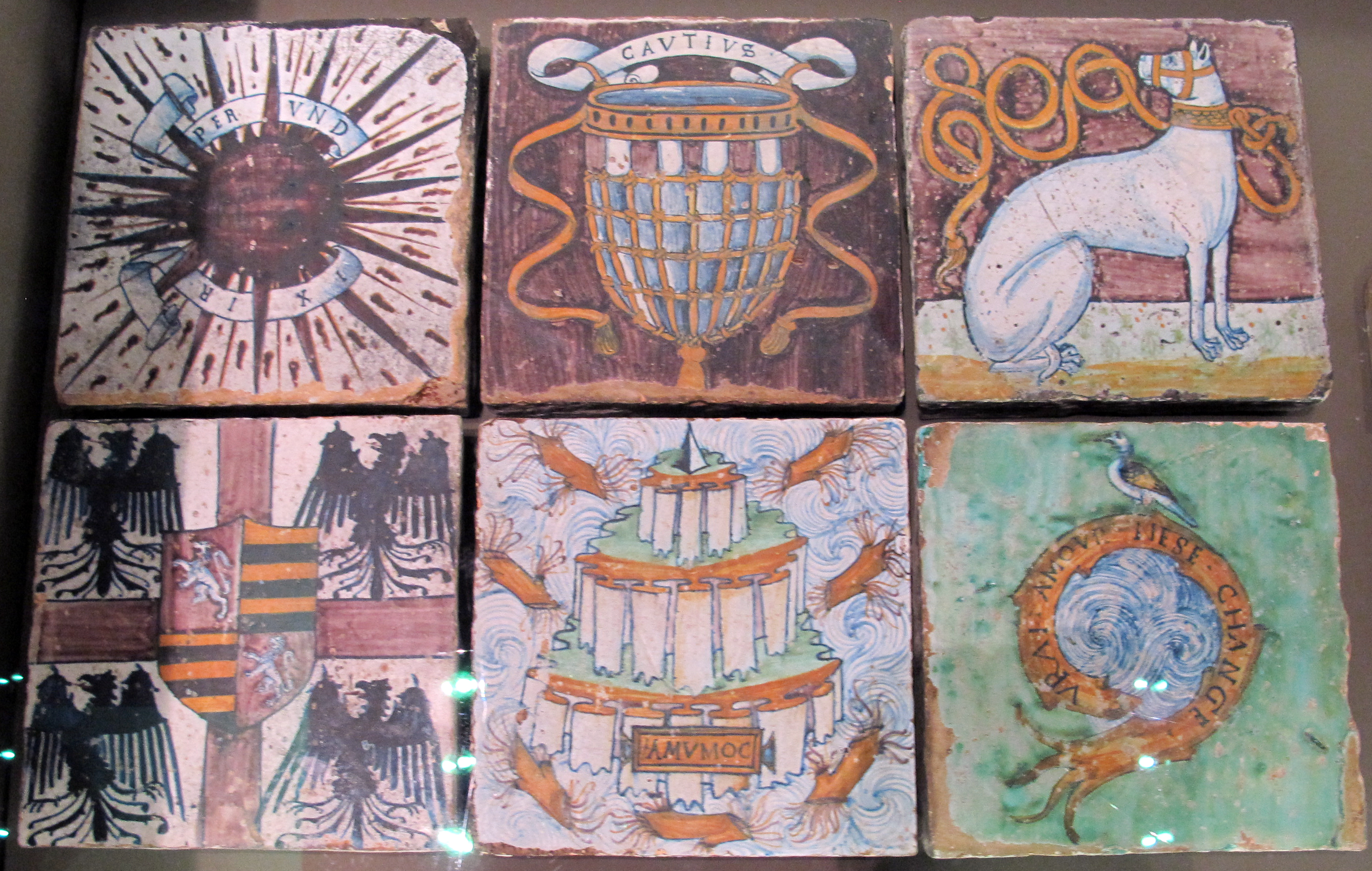
Baldosas en el Louvre, París
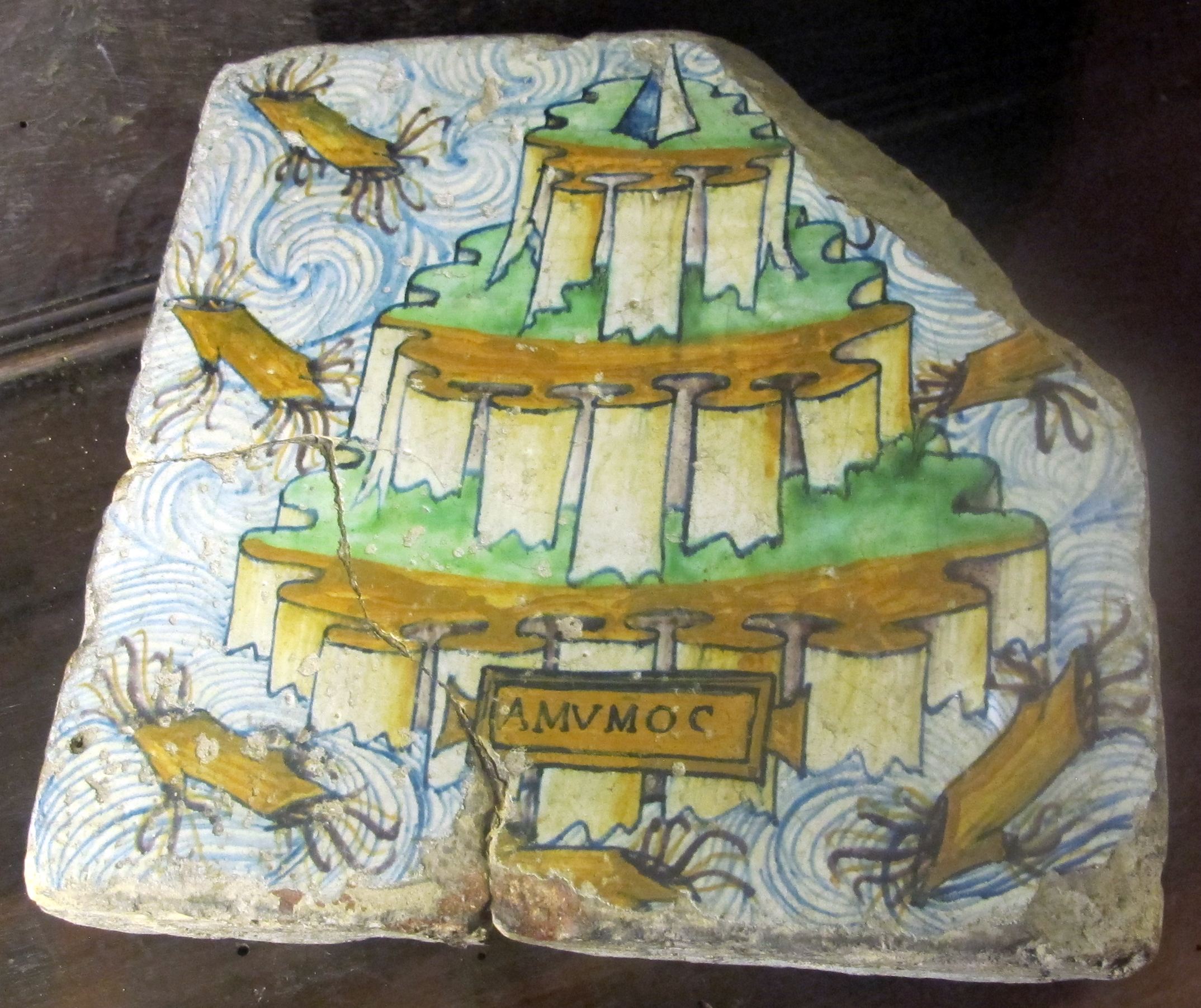
Baldosa en el Museo Bardini, Florencia